# Ел Волкансиљо (Санта Марија дел Оро)
Ел Волкансиљо (шп. El Volcancillo) насеље је у Мексику у савезној држави Халиско у општини Санта Марија дел Оро. Насеље се налази на надморској висини од 924 м.

## Становништво
Према подацима из 2010. године у насељу је живело 10 становника.

### Хронологија
| Година       | 2000 | 2005         | 2010 |
| ------------ | ---- | ------------ | ---- |
| Становништво | 15   | 27 (15 / 12) | 10   |

### Попис
| # | Индикатор                     | Вредност |
| - | ----------------------------- | -------- |
| 1 | Укупно домаћинстава           | 2        |
| 2 | Укупно насељених домаћинстава | 1        |
| 3 | Величина локације             | 1        |